# 張愚
張愚（1500年—1552年），字子明，號東居，直隸天津左衛軍籍，山東諸城縣人，明朝政治人物。

## 生平
嘉靖十年（1531年）辛卯科順天鄉試第七十四名舉人，嘉靖十一年（1532年）聯捷壬辰科第二甲第四十六名進士。觀都察院政。授户部主事，歷升員外郎，出為山西按察司僉事，轉布政使司參議，升陝西按察司副使，二十三年八月升本省右參政，二十五年三月专理延安。累官山西按察使，二十九年四月升都察院右佥都御史、巡撫延綏，三十一年二月晋右副都御史、巡抚如故。年五十三，以劳瘵卒于官，赐祭葬，祀乡贤祠。著有《蕴古书屋诗文集》。

## 家族
曾祖張士能，祖張洪，父張鳳，母董氏。永感下。